# 中藤島村
中藤島村（なかふじしまむら）は福井県吉田郡にあった村。現在の福井市中心部の北方、九頭竜川左岸にあたる。

## 地理
- 河川 ： 九頭竜川

## 歴史
- 1889年（明治22年）4月1日 - 町村制の施行により、灯明寺村、舟橋新村、舟橋村、高木村、寺前村、高柳村、南河合新保村及び新田三ヶ村の区域をもって、中藤島村が発足する。
- 1955年（昭和30年）3月19日 - 福井市に編入する。

## 交通

### 鉄道路線
- 京福電気鉄道
  - 三国芦原線（現・えちぜん鉄道三国芦原線）
    - 新田塚駅

村域を日本国有鉄道の北陸本線が通過したが、駅は所在しなかった。

### 道路
- 国道8号（当時）

## 名所・旧跡・観光スポット・祭事・催事
- 燈明寺畷新田義貞戦歿伝説地